# ۱۵۴۷ (میلادی)
۱۵۴۷ (میلادی) هزار و پانصد و چهل و هفتمین سال تقویم میلادی است.

## رویدادها
پناهندگی القاس میرزا به سلطان سلیمان و جنگ‌های دوباره ایران و عثمانی

## زادگان
- 29 سپتامبر - میگل د سروانتس رمان‌نویس ، شاعر ، داستان‌نویس و نقاش اسپانیایی.
- ۱۸ فوریه – شیخ بهایی، ستاره‌شناس، ریاضی‌دان، نویسنده، و دانشمند ایرانی (د. ۱۶۲۱)
- ۲۴ سپتامبر – فیضی دکنی، شاعر و دیپلمات ایرانی (د. ۱۵۹۵)

## درگذشتگان
- 28 ژانویه - هنری هشتم (انگلستان) : پادشاه انگلستان .
- ۱۸ ژانویه – پیترو بمبو، نویسنده، شاعر، کشیش، و کتابدار ایتالیایی (ز. ۱۴۷۰)
- ۲ دسامبر – ارنان کورتس، کاشف اسپانیایی (ز. ۱۴۸۵)